# Kolossi
Kolossi (grekiska: Κολόσσι) är en by utanför Limassol, Cypern. Den är byggd nära den ståtliga Kolossiborgen. Folkmängden år 2011 var 5 651 invånare. 